# 생존 영화
생존 영화 또는 서바이벌 영화(survival film)은 한 명 이상의 등장인물이 육체적 생존을 위해 애쓰는 장면이 묘사된 영화 장르의 하나이다. 다른 영화 장르와 결합되기도 한다. 스워시버클러 영화, 전쟁 영화, 사파리 영화와 더불어 모험 영화의 하위 장르이다. 생존 영화는 대부분의 다른 모험 영화보다 더 어두운 모습을 보이며 한 명의 등장인물, 일반적으로 주인공의 스토리라인에 초점을 두는 경향이 있는 것이 보통이다.

## 영화 목록
| 영화                           | 연도 | 참고 문헌 |
| ------------------------------ | ---- | --------- |
| 127 시간                       | 2010 | [ 2 ]     |
| 어드리프트: 우리가 함께한 바다 | 2018 | [ 3 ]     |
| 얼라이브 (1993년 영화)         | 1993 | [ 4 ]     |
| 올 이즈 로스트                 | 2013 | [ 3 ]     |
| 남극 이야기                    | 1983 | [ 5 ]     |
| 아포칼립토                     | 2006 | [ 6 ]     |
| 아폴로 13                      | 1995 | [ 7 ]     |
| 아틱 (영화)                    | 2018 | [ 8 ]     |
| 베리드                         | 2010 | [ 2 ]     |
| 캡틴 필립스                    | 2013 | [ 9 ]     |
| 캐스트 어웨이                  | 2000 | [ 2 ]     |
| 센츄리온 (영화)                | 2010 | [ 10 ]    |
| 클리프행어 (영화)              | 1993 | [ 11 ]    |
| 크롤 (2019년 영화)             | 2019 | [ 3 ]     |
| 늑대와 춤을                    | 1990 | [ 11 ]    |
| 단테스 피크                    | 1997 | [ 11 ]    |
| 서바이벌 게임 (1972년 영화)    | 1972 | [ 4 ]     |
| 에이트 빌로우                  | 2006 | [ 12 ]    |
| 알카트라스 탈출                | 1979 | [ 13 ]    |
| 에베레스트 (2015년 영화)       | 2015 | [ 14 ]    |
| 람보 (영화)                    | 1982 | [ 3 ]     |
| 그래비티 (영화)                | 2013 | [ 9 ]     |
| 나는 전설이다 (영화)           | 2007 | [ 3 ]     |
| 하트 오브 더 씨                | 2015 | [ 15 ]    |
| 인투 더 와일드 (영화)          | 2007 | [ 2 ]     |
| 설원의 월                      | 1994 | [ 11 ]    |
| 죠스 (영화)                    | 1975 | [ 11 ]    |
| 쥬라기 공원 (영화)             | 1993 | [ 11 ]    |
| 콘티키: 위대한 항해            | 2012 | [ 3 ]     |
| 라이프 오브 파이               | 2012 | [ 16 ]    |
| 구명보트 (영화)                | 1944 | [ 17 ]    |
| 론 서바이버                    | 2013 | [ 9 ]     |
| 그날이 오면 (1959년 영화)      | 1959 | [ 17 ]    |
| 오픈 워터                      | 2003 | [ 2 ]     |
| 혹성탈출 (1968년 영화)         | 1968 | [ 17 ]    |
| 프레데터 (영화)                | 1987 | [ 11 ]    |
| 불을 찾아서                    | 1981 | [ 2 ]     |
| 토끼 울타리                    | 2002 | [ 2 ]     |
| 레드 던                        | 1984 | [ 11 ]    |
| 레스큐 던                      | 2006 | [ 2 ]     |
| 생텀                           | 2011 | [ 18 ]    |
| 27인의 표류자                  | 1957 | [ 7 ]     |
| 소일렌트 그린                  | 1973 | [ 17 ]    |
| 터칭 더 보이드                 | 2003 | [ 2 ]     |
| 불가사리 (1990년 영화)         | 1990 | [ 11 ]    |
| 발할라 라이징                  | 2009 | [ 19 ]    |
| 버티칼 리미트                  | 2000 | [ 11 ]    |
| 워커바웃                       | 1971 | [ 7 ]     |